# Etherische olie

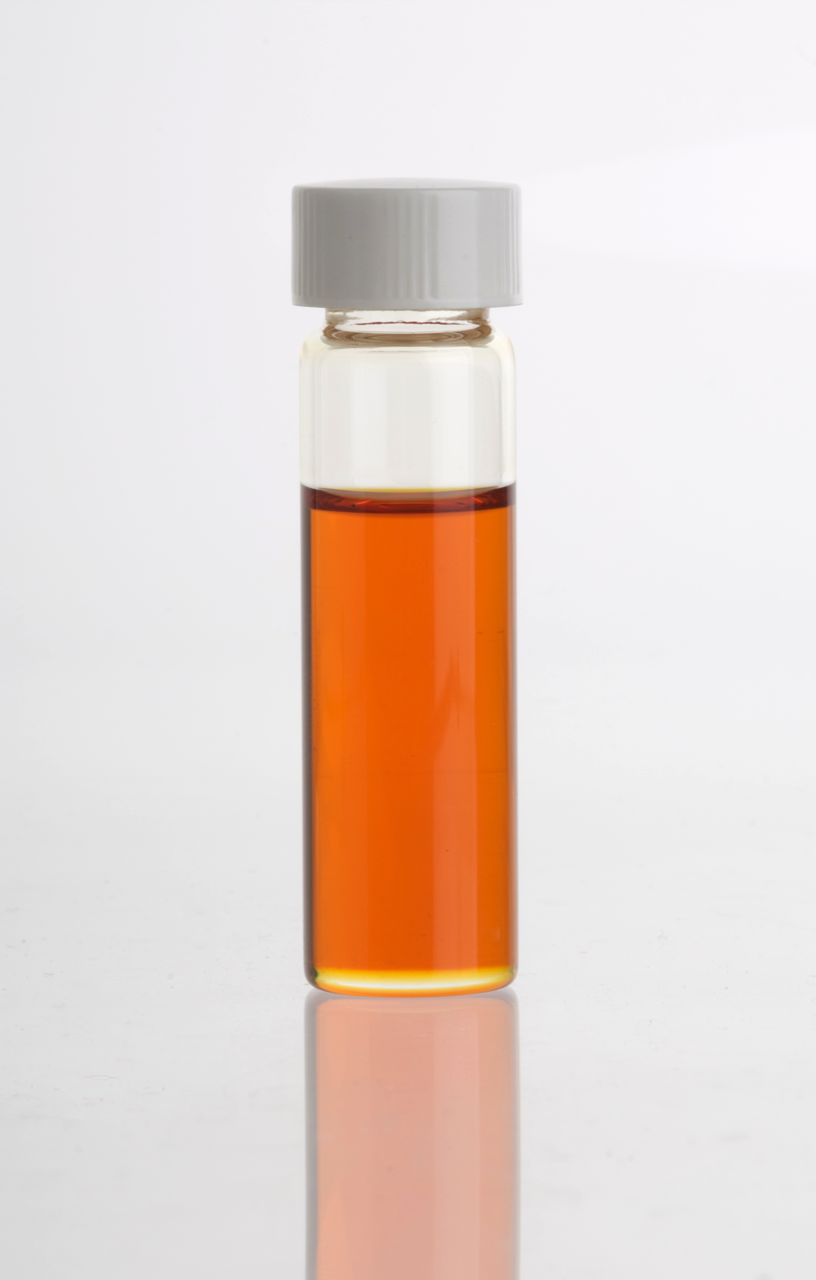
Een etherische olie van de alsem (Artemisia). Een etherische olie kan uit vele organische stoffen bestaan.

Etherische olie, onjuist veelal essentiële olie genoemd, is een uit plantmateriaal gewonnen mengsel van vluchtige, aromatische stoffen dat kenmerkend is voor de geur van de plant waaruit ze worden gewonnen. Hoewel dergelijke mengsels "olie" worden genoemd, bevatten etherische oliën geen vet. Ze zijn vloeibaar op kamertemperatuur, maar verdampen al snel bij verhitting en ontbranden gemakkelijk.
Etherische oliën worden gewonnen uit verschillende delen van een plant, bijvoorbeeld de bloesem, vruchten, zaden, bladeren, vruchtenschillen, de schors of het hout (van stam, takken of wortels). Meestal bevat een plant niet meer dan 1% etherische olie, maar in geval van nootmuskaat en kruidnagel is dat meer dan 10% etherische olie. Soms bevatten verschillende delen van een plant verschillende vluchtige oliën.
Ongeveer 10% van alle plantensoorten is in staat vluchtige aromatische bestanddelen te produceren. Etherische olie wordt vooral geproduceerd uit leden van de volgende plantenfamilies: schermbloemenfamilie (Apiaceae), composietenfamilie (Asteraceae), Burseraceae, cipresfamilie (Cupressaceae), lipbloemenfamilie (Lamiaceae), mirtefamilie (Myrtaceae) en wijnruitfamilie (Rutaceae). Voornaamste inhoudsstoffen van etherische oliën zijn monoterpenen en cyclische koolwaterstoffen, evenals hun alcoholische, aldehyde of ester-afgeleiden.
Sommige soorten vluchtige olie zijn vrij duur, doordat soms veel planten nodig zijn om een kleine hoeveelheid olie te produceren. Een goedkope olie is bijvoorbeeld sinaasappelolie, omdat de schillen van sinaasappels een afvalproduct van de sapindustrie zijn. Duur is bijvoorbeeld rozenolie, omdat er veel speciaal voor de olie gekweekte rozen nodig zijn om vluchtige olie te produceren. Parfumolie is goedkoper, maar is ook minder sterk. Parfumoliën worden chemisch samengesteld en zijn bedoeld om een gewenste geur kunstmatig na te bootsen.

## Naamgeving
Het woord etherisch komt van het Griekse aither. Letterlijk betekent aither lucht van de hemel. Met aither duidden de Grieken de onderste laag van de kosmos aan. Soms wordt het wel "aetherische oliën" gespeld. De etherische oliën zijn net als ether (di-ethylether) vluchtig en sterk geurend.
Etherische olie wordt veelvuldig essentiële olie genoemd. De aanduiding essentiële olie is een anglicisme en komt van het Engelse woord essence dat hier extract betekent. De oliën worden "essentieel" genoemd in de zin dat zij de "essentie" van geur en smaak vertegenwoordigden, niet in de betekenis "onmisbaar".

## Winning
Vluchtige olie wordt op verschillende manieren gewonnen. De meeste vluchtige olie wordt gewonnen door middel van stoomdestillatie. Hierbij wordt stoom door de te verwerken plantendelen geleid. De vluchtige olie vervliegt met de stoom. Nadat de stoom is afgekoeld tot water, en ook de vluchtige olie weer vloeibaar is geworden, kan de vluchtige olie hiervan worden gescheiden door het verschil in polariteit tussen de olie en het water.
Een methode die bij citrusvruchten gebruikt wordt is de persing. De oliehoudende schil van de plant wordt uitgeperst en de olie komt tevoorschijn.
Uit enkele soorten hout wordt vluchtige olie gewonnen door droge destillatie. Hierbij wordt de vaste stof voorzichtig verwarmd, waarbij de vluchtige olie verdampt. Deze damp wordt vervolgens gecondenseerd. Voorbeelden hiervan zijn cadeolie, dat door droge destillatie van jeneverbeshout wordt gemaakt en guaiacolie die gemaakt wordt van guaiachout (Bulnesia sarmientoi).
Andere methodes zijn:
- vloeistofextractie, maar strikt genomen ontstaat dan geen vluchtige olie, maar een extract, absolue of concrète
- waterdestillatie, hierbij worden de te extraheren delen in water gekookt en wordt de olie van de hierbij ontwijkende damp opgevangen. Dit is gebruikelijk bij bijvoorbeeld kruidnagelolie.
- enfleurage, hierbij ontstaat eigenlijk een pommade in plaats van een vluchtige olie. Deze methode wordt niet of nauwelijks meer toegepast vanwege de hoge kosten.

### Synthetische plantaroma's
Vanwege de hoge prijzen van uit planten gewonnen etherische oliën, worden ook natuuridentieke oliën geproduceerd die via chemische synthese verkregen stoffen bevatten. De grote complexiteit van het mengsel stoffen in een uit plantmateriaal afkomstige etherische olie is echter zeer moeilijk na te maken. Synthetische plantaroma's worden vooral in de parfum-, cosmetische en voedselindustrie gebruikt.

## Gebruik
Vluchtige olie wordt op verschillende manieren gebruikt:
Als smaakstofVele levensmiddelaroma's zijn geheel of gedeeltelijk opgebouwd uit vluchtige olie. Voorbeelden zijn sinaasappelolie voor sinas en andere limonades. Pepermuntolie voor snoepgoed en kruidnagelolie in soepen en sauzen.
Als geurstofIn cosmetica, schoonmaakmiddelen, wasmiddel, massageolie en luchtverfrissers worden veel vluchtige oliën gebruikt. Een geurstof voor gebruik in cosmetica bestaat gemiddeld voor 8% uit vluchtige olie. Daarnaast wordt vluchtige olie onvermengd of vermengd gebruikt als te verdampen geurstof in een aromabrander, in de sauna of een stoombad. Vluchtige olie om te verdampen op een aromabrander of aromasteen zijn 2 tot 3 druppels voldoende.
Als alternatief geneesmiddelEr zijn een paar honderd soorten vluchtige oliën die gebruikt worden voor hun al dan niet vermeende geneeskrachtige werking. Met name in de aromatherapie -die helemaal gebaseerd is op het gebruik van vluchtige olie- maar ook daarbuiten.
Als conserveermiddelSommige vluchtige oliën hebben een conserverende werking, bijvoorbeeld wintergreenolie.
Als industriële grondstofSommige vluchtige oliën bevatten een groot gehalte aan een bepaalde stof, zodat het loont om deze daaruit te winnen. Zo wordt eugenol, een grondstof voor vanilline, uit kruidnagelolie gewonnen. Limoneen, dat als verfafbijtmiddel wordt gebruikt, wordt uit sinaasappelolie gewonnen.

## Wetgeving
Etherische oliën vallen op een enkele uitzondering na onder de Warenwet. De uitzondering is een gestandaardiseerde etherische lavendelolie die in Duitsland is geregistreerd als geneesmiddel bij gegeneraliseerde angststoornis (Lasea).
In Nederland is er geen specifieke wetgeving rondom etherische oliën, anders dan de warenwettelijke eis dat een product veilig moet zijn. Voor wat betreft contaminanten en restanten van bestrijdingsmiddelen zijn er dan ook grote kwaliteitsverschillen tussen producten op de markt. Onder de noemer 'etherische olie' zijn zowel parfumoliën met synthetische ingrediënten op de markt, evenals vervuilde en slecht gecontroleerde olie evenals etherische olie die medicinaal inzetbaar is. De Franse overheidsorganisatie voor regelgeving (Association Française de Normalisation, AFNOR) heeft samen met de ISO (International Organisation for Standardization) normen opgesteld voor verpakking, opslag en etikettering van vluchtige oliën. Op het etiket van in Frankrijk geproduceerde oliën kan men de afkortingen HECT (Huile Essentielle Chémo Typée) en HEBBD (Huile Essentielle Botaniquement et Biochimiquement Definié) vinden, wat echter geen wettelijke betekenis heeft.

## Soorten
Er zijn vele honderden soorten vluchtige oliën, bekende voorbeelden zijn:
- Bergamotolie
- Citroenolie
- Citronella
- Den
- Eucalyptus
- Geranium
- Kajeputolie
- Kruidnagelolie
- Lavendelolie
- Mandarijn
- Patchouli
- Pepermuntolie
- Rozenolie
- Rozemarijn
- Sandelhout
- Sinaasappelolie
- Steranijs
- Theeboomolie
- Tijm
- Vetiver
- Ylang-ylangolie